# Beyond (Mario Biondi)
Beyond è un album in studio del cantante italiano Mario Biondi, pubblicato il 5 maggio 2015 e distribuito dall'etichetta Columbia Records per Sony Music. Il suo settimo album in studio è un connubio particolare di stili, un esperimento riuscito tra funky, soul, dance, reggae e jazz.
Il 10 aprile 2015 entra in rotazione radiofonica Love Is a Temple, primo singolo che anticipa l'uscita del nuovo album. Il 31 luglio invece esce il secondo singolo I Chose You.
L'album è uscito anche in versione speciale con due CD: quello originale più un secondo CD, intitolato 'Mario Biondi VS Commodores'.

## Tracce
1. Open Up Your Eyes – 4:16
2. All of My Life – 3:31
3. Love Is a Temple – 3:36
4. All I Want Is You – 4:55
5. I Chose You – 3:10
6. You Can't Stop This Love Between Us – 3:55
7. Blind – 3:39
8. Come Down – 3:41
9. Heart of Stone – 3:27
10. Fly Away – 4:00
11. Another Kind of Love – 3:58
12. Over the World – 4:05
13. Where Does the Money Go – 3:32

## Formazione
- Mario Biondi – voce
- Michael Baker – batteria
- Maurizio Rizzuto – percussioni
- Federico Malaman – basso
- Massimo Greco – pianoforte, cori, programmazione, sintetizzatore, tastiera,  fisarmonica, organo Hammond,
- Matteo Scaioli – percussioni
- Davide Florio – chitarra, programmazione, tastiera, pianoforte, organo Hammond, flauto, basso
- Binky Griptite – chitarra
- Fernando Velez – percussioni
- Homer Steinweiss – batteria
- Victor Axelrod – pianoforte
- Bosco Mann – basso
- Joe Crispiano – chitarra
- Gianni Bini – tastiera
- Emmanuele Modestino – chitarra
- Piero Frassi – tastiera
- Alberto Roveroni – programmazione
- Ciro Caravano – basso, programmazione
- Gianfranco Campagnoli – flicorno
- Daniele Moretto – flicorno
- Cochemea Gastelum – sassofono baritono
- Alain Clark, Starr Duncan, Marica, Saundra Williams, Lola Feghaly, Emanuela Cortesi, Antonella Pepe – cori